# Amargosa River
Der Amargosa River ist ein rund 320 km langer periodischer Fluss in der Grenzregion von Nevada und Kalifornien in den Vereinigten Staaten von Amerika. Der Name des Flusses bedeutet im spanischen „bitter“.
Im südlichen Teil des Großen Beckens am Übergang zur Mojave-Wüste gelegen, fließt der Fluss zeitweilig von den Höhen der nordwestlich von Las Vegas (Nevada) gelegenen Wüstenregion ins kalifornische Death Valley (Tal des Todes), wo er schließlich im Badwater Basin versickert. Abgesehen von einem kleinen Teilstück an der Amargosaschlucht in Kalifornien führt der Amargosa River nur nach einer der seltenen großen Regenfluten Wasser.

## Namensvarianten
Der Fluss besitzt mehrere Bezeichnungsvarianten:
- Alkali Creek[2]
- Amargoshe Creek[3]
- Aramozza Creek[4]
- Armagosa Creek[5]
- Bitter Water[3]
- Bitter Water Creek[2]
- Muddy River[6]
- Salaratus Creek[3]
- Saleratus Creek[2]
- The Bitter Water[2]